# Misje święte

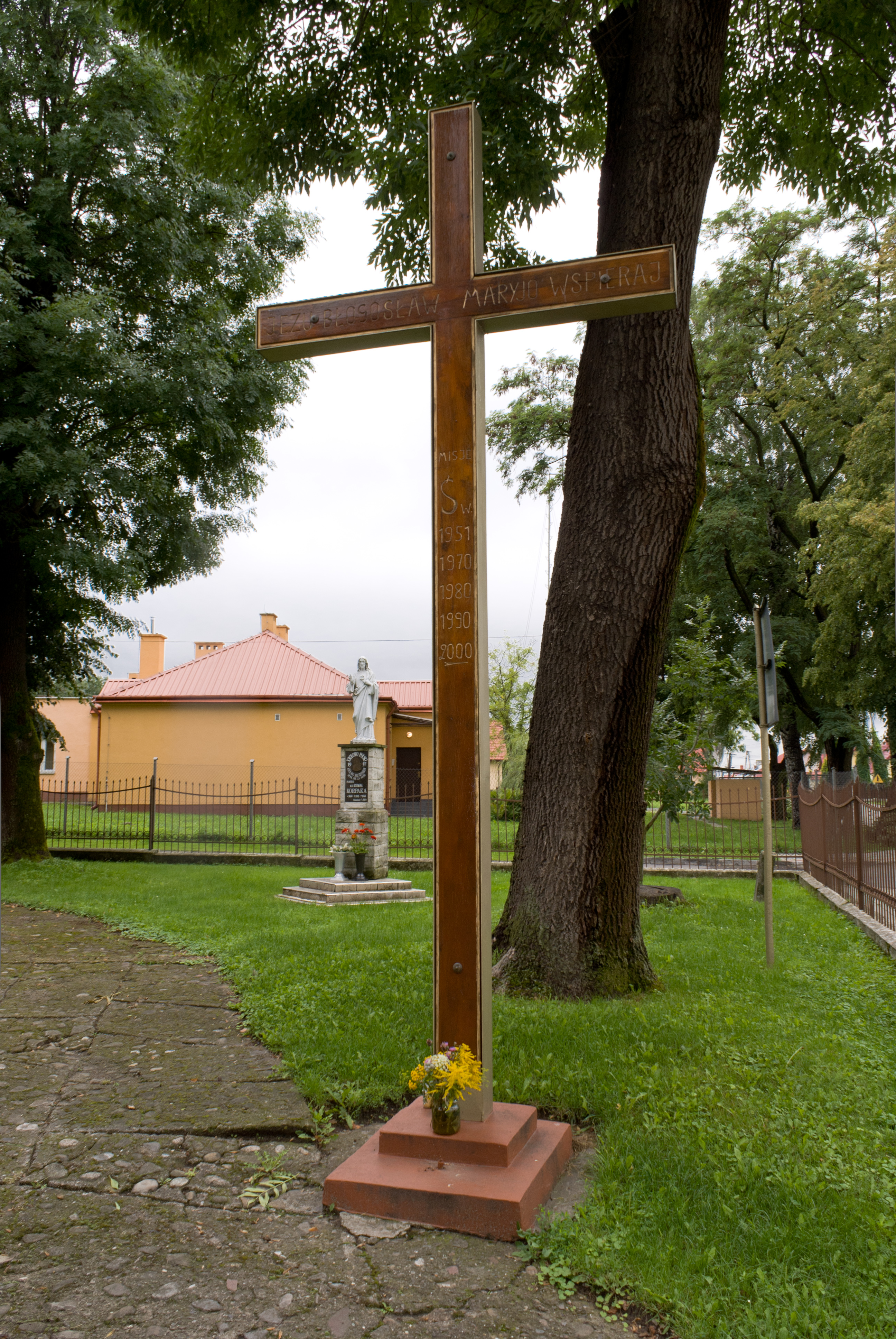
Krzyż upamiętniający misje święte przy kościele w Medyce.

Misje święte – dłuższe rekolekcje, które odbywają się w kościele katolickim w każdej parafii zwyczajowo co ok. 10 lat. Jest to czas słuchania nauk, codziennych nabożeństw (m.in. odnowienie przyrzeczeń chrzcielnych i ślubów małżeńskich, adoracja Krzyża Misyjnego) oraz przyjmowania sakramentów, jak spowiedzi, Eucharystii, sakrament namaszczenia chorych. 
Misje święte prowadzi misjonarz.